# 오간자

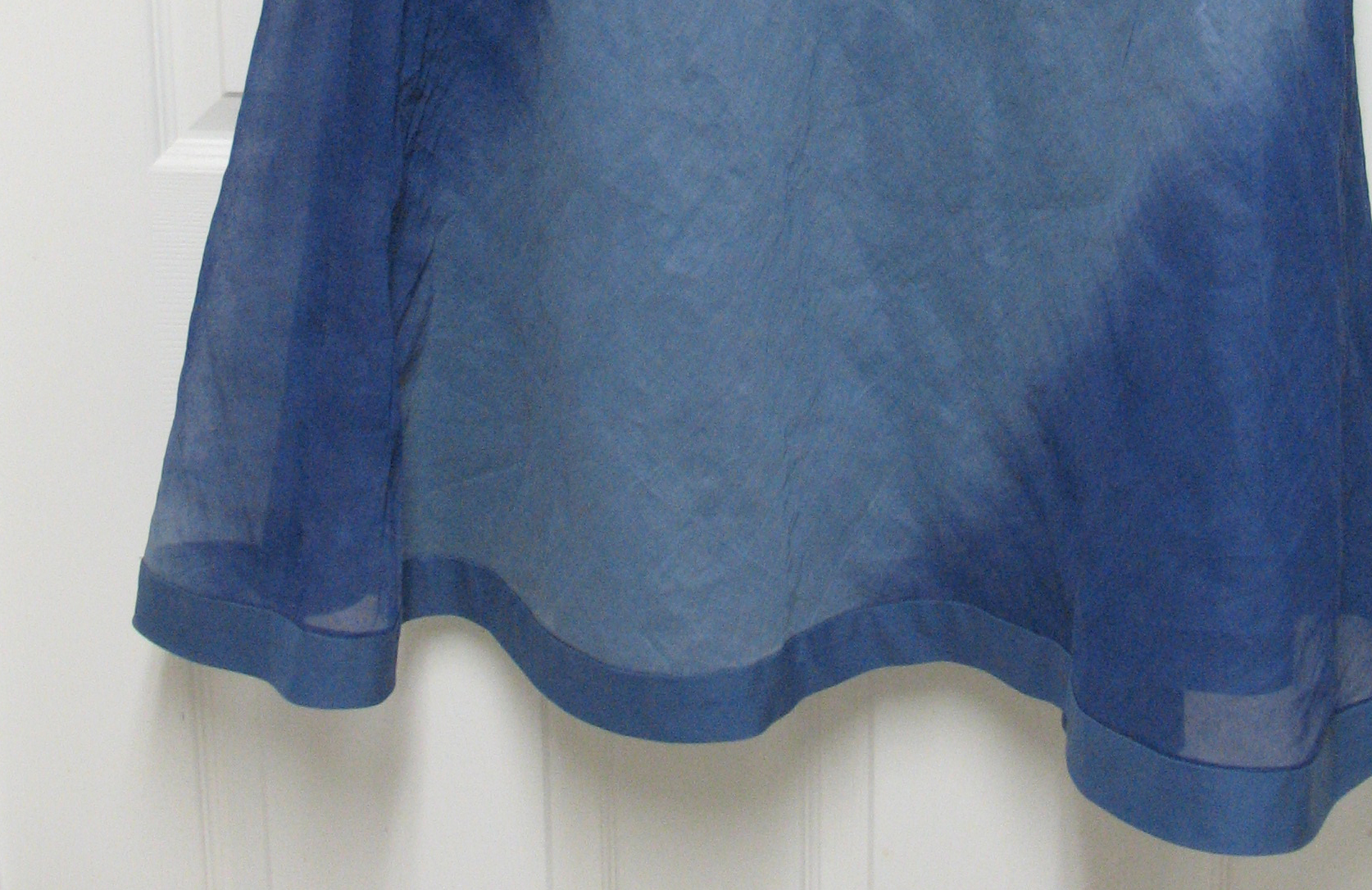
오간자로 제작된 스커트

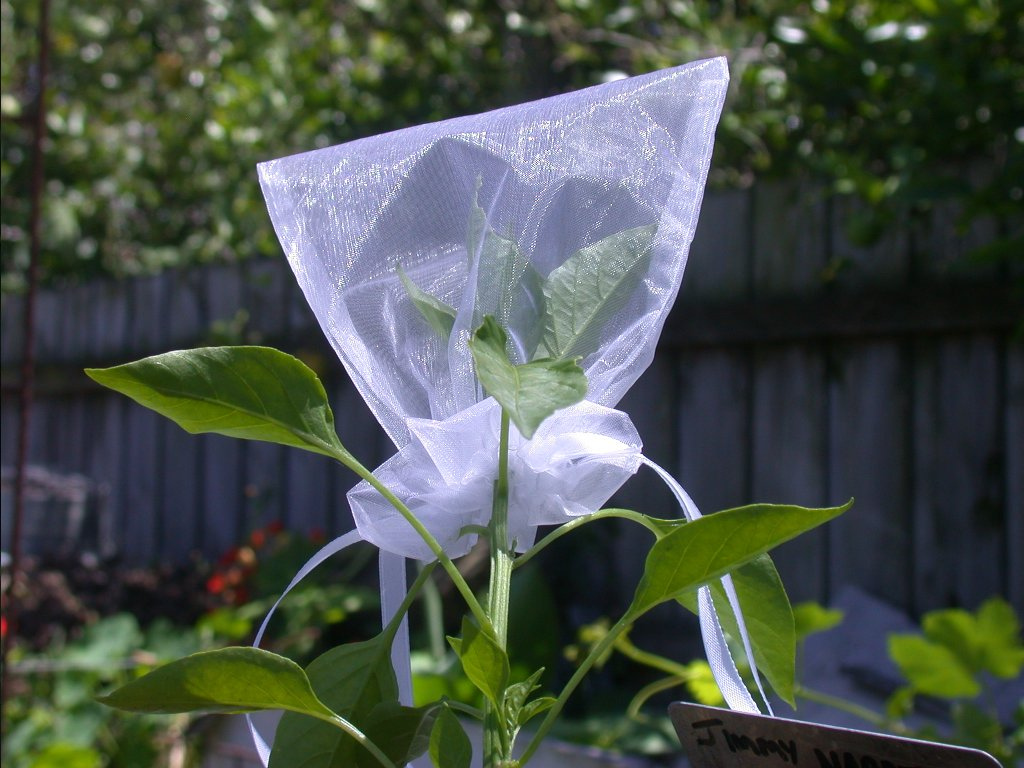
식물을 보호하는 용도의 오간자 망

오간자(Organza)는 얇고 평직으로 짜여진 비단 직물로, 전통적으로는 실크로 만들어졌다. 현대의 오간자는 종종 폴리에스터나 나일론과 같은 합성 필라멘트 섬유로 짜여진다. 실크 오간자는 중국 양쯔강 일대와 저장성의 여러 방직 공장에서 생산되며, 인도 벵갈루루 지역에서는 더 거친 질감의 실크 오간자가 생산된다. 고급 실크 오간자는 프랑스와 이탈리아에서 짜여진다. 오간자는 특유의 바삭거리는 촉감, 무게에 비해 단단한 성질, 미끄러운 표면 질감으로 구별된다.
이 용어는 프랑스어 organsin에서 비롯된 것으로 보이며, 궁극적으로는 중앙아시아의 도시 코네우르겐치에서 유래했을 가능성이 있다. 코네우르겐치는 북부 실크로드의 중간 지점에 위치한 도시였다.

## 같이 보기
- 거즈
- 오건디
- 튤